# Тарік Хамеді
Тарік Хамеді (26 липня 1998 , Джубаїль, Еш-Шаркія ) — саудівський каратист, олімпійський чемпіон Олімпійських ігор 2020 року, чемпіон світу, Азії, Азійських ігор.

## Спортивні досягнення
| Рік  | Турнір            | Місце проведення     | Результат |
| ---- | ----------------- | -------------------- | --------- |
| 2021 | Олімпійські ігри  | Токіо, Японія        | Срібло    |
| 2020 | K1 Premier League | Дубай, ОАЕ           | Бронза    |
| 2018 | K1 Premier League | Дубай, ОАЕ           | Бронза    |
| 2018 | K1 Series A       | Ґвадалахара, Іспанія | Бронза    |
| 2016 | K1 Premier League | Окінава, Японія      | Золото    |